# Dąbrowa (gmina Kiełczygłów)
Dąbrowa – wieś w Polsce położona w województwie łódzkim, w powiecie pajęczańskim, w gminie Kiełczygłów.
W latach 1975–1998 miejscowość należała administracyjnie do województwa sieradzkiego.